# Rhescyntis norax
Rhescyntis norax är en fjärilsart som beskrevs av Druce 1897. Rhescyntis norax ingår i släktet Rhescyntis och familjen påfågelsspinnare. Inga underarter finns listade.